# Navaconcejo
Navaconcejo là một đô thị trong tỉnh Cáceres, Extremadura, Tây Ban Nha. Theo điều tra dân số 2006 (INE), đô thị này có dân số là 2081 người.
40°18′B 5°82′T / 40,3°B 6,367°T Tọa độ: kinh phút >= 60
{{#coordinates:}}: vĩ độ không hợp lệ